# Acrosternum heegeri
Espèce
Acrosternum hegeeri est une espèce d'insectes hémiptères du sous-ordre des hétéroptères (punaises) de la famille des Pentatomidae, de la sous-famille des Pentatominae, de la tribu des Pentatomini (ou des Nezarini selon les classifications).

## Description
Cette punaise de forme ovale est uniformément verte avec une fine bordure pâle le long du pronotum, de l’exocorie et du connexivum. Parfois, deux petites taches jaunes sont présentes à l’apex du scutellum. Les individus hivernants deviennent généralement rouge-brun. La membrane est claire. Le clypeus est libre et les antennes bicolores (rouges et vertes).

## Répartition
Elle est retrouvée dans le bassin méditerranéen et le Moyen-Orient.

## Écologie
A. Heegeri est une espèce polyphage mais est notamment reconnue comme un ravageur des pistachiers.

## Classification
L’espèce Acrosternum heegeri est décrite pour la première fois par l'entomologiste tchèque Franz Xaver Fieber en 1861.